# بول ج هاتفيلد
بول ج هاتفيلد (بالإنجليزية: Paul G. Hatfield)‏ (و. 1928 – 2000 م)هو سياسي، ومحامي، وقاضي من الولايات المتحدة الأمريكية . ولد في غريت فولز، مونتانا . تولى منصب عضو مجلس الشيوخ الأمريكي .
وهو عضو في الحزب الديمقراطي الأمريكي .
توفي في غريت فولز، مونتانا .